# 觀塘安泰
觀塘安泰（英語：Kwun Tong On Tai，代號J11）是香港觀塘區議會下轄的選區，2019年設立，2023年取消，唯一區議員是創建力量成員林瑋。

## 範圍
選區位於安達臣道發展計劃的地帶，由安泰邨大部分樓宇組成，但基於人口已經接近法定上限，同邨的和泰樓及明泰樓則改屬於不同高度的安利選區，與其相連的選區有秀茂坪中、秀茂坪北、順天與及安利選區，東面則以安達臣道為界連接西貢區，名稱來自安泰邨，但基於避開同音的沙田區鞍泰選區而冠以觀塘二字。

## 沿革
2018年選舉管理委員會因應安泰邨、安達邨落成帶動原有寶達選區在2019年預計人口遠遠超出法例上限，故此增加新選區以吸納超出的人口。當中安泰邨大部分樓宇（除和泰樓及明泰樓之外）劃為本區，而和泰樓及明泰樓則劃到安利選區，使周邊選區人口調整到法例許可幅度之內。由於新增席位破壞單一屋邨劃為單一選區的慣例，居民指有關劃界改動會破壞社區和諧。諮詢時接獲支持及反對意見，但基於未能有其他可行方案，結果維持原有計劃，劃出本選區。
針對有關情況，泛民主派由安利選區時任議員蔡澤鴻帶領民主黨林冠存工作，而建制派則由公屋聯會和創建力量派出林瑋，結果在2019年區議會選舉，林瑋以2,901票多於林冠存的2,241票當選。

## 歷屆議員
| 屆別           | 議員 | 政治聯繫 | 政治聯繫          |
| -------------- | ---- | -------- | ----------------- |
| 2020年－2023年 | 林瑋 |          | 公屋聯會/創建力量 |

## 歷屆選舉結果
| 政党   | 政党              | 候选人    | 票数  | %     | ±      |
| ------ | ----------------- | --------- | ----- | ----- | ------ |
|        | 民主黨            | ①. 林冠存 | 2,241 | 43.58 | 新選區 |
|        | 公屋聯會/創建力量 | ②. 林瑋   | 2,901 | 56.42 | 新選區 |
| 多数票 | 多数票            | 多数票    | 660   | 12.84 | 新選區 |